# 1527

## Události
- 1. ledna – Ferdinand I. Habsburský vydal dvorský řád, který se stal zárodkem vytvoření centrálních úřadů ve Vídni (protiváha zemských úřadů)
- 24. února – Ferdinand I. je na Pražském hradě slavnostně korunován za českého krále; o den později je korunována jeho choť Anna Jagellonská
- 25. března – v Praze zřízena Česká komora (ústřední vrchnostenský úřad)
- 7. dubna – Ferdinand I. na zemském sněmu v Brně přijat za markraběte
- 6. května – září – Sacco di Roma, vyplenění Říma
- 25. července – poblíž Segedínu na území dnešního Maďarska se odehrává bitva u Sződfalvy, kdy armáda Maďarů a Rumunů porazí srbskou armádu vedenou Jovanem Nenadem, samozvaným císařem Srbů. Další den je Nenad zavražděn za své selhání v bitvě.
- 3. listopadu – korunovace Ferdinanda I. uherským králem

## Narození
Česko
- 24. srpna – Václav Solín, kněz Jednoty bratrské a hudebník († 5. června 1566)

Svět
- 5. března – Ulrich III. Meklenburský, vévoda z Meklenburku († 14. března 1603)
- 14. dubna – Abraham Ortelius, vlámský kartograf († 28. června 1598)
- 21. května – Filip II., španělský král z dynastie Habsburků († 13. září 1598)
- 13. července – John Dee, matematik, astronom, astrolog a alchymista († 1609)
- 31. července – Maxmilián II. († 1576)
- 10. srpna – Barbora Braniborská, braniborská markraběnka a lehnicko-břežská kněžna z rodu Hohenzollernů († 2. ledna 1595)
- 9. října – Adam z Ditrichštejna, rakouský šlechtic a zakladatel moravské větve Ditrichštejnů († 5. ledna 1590)
- 15. října – Marie Portugalská, dcera portugalského krále Jana III. a první manželka španělského krále Filipa II. († 12. července 1545)
- 23. listopadu – Li Č', čínský filozof, historik a spisovatel († 6. května 1602)
- ? – Alexander Colin, vlámský manýristický sochař († 17. srpna 1612)
- ? – Humphrey Llwyd, velšský kartograf, historik a politik († 31. srpna 1568)
- ? – Filipína Welserová, první manželka arcivévody Ferdinanda II. Tyrolského († 24. dubna 1580)
- ? – Łukasz Górnicki, polský spisovatel a básník († 22. června 1603)
- ? – Luis de León, španělský teolog a básník († 23. srpna 1591)

## Úmrtí
- 5. ledna – Felix Manz, jeden z prvních novokřtěnců (* 1498)
- 20. května – Michael Sattler, jeden z prvních vůdců novokřtěneckého hnutí (* 1490)
- 21. června – Niccolo Machiavelli, italský politik, diplomat, spisovatel, historik a vojenský teoretik (* 3. května 1469)
- 28. června – Rodrigo de Bastidas, španělský mořeplavec (* 1460)
- 27. října – Johann Froben, tiskař a vydavatel působící v Basileji (* 1460)

## Hlavy států
- České království – Ferdinand I.
- Svatá říše římská – Karel V.
- Papež – Klement VII.
- Anglické království – Jindřich VIII. Tudor
- Francouzské království – František I.
- Polské království – Zikmund I. Starý
- Uherské království – Ferdinand I. – Jan Zápolský
- Španělské království – Karel V.
- Burgundské vévodství – Karel V.
- Osmanská říše – Sulejman I.
- Perská říše – Tahmásp I.